# Hew Strachan
Sir Hew Francis Anthony Strachan (Edimburgo, 1º settembre 1949) è uno storico e militare scozzese, autore di molti lavori sull'amministrazione della British Army e la storia della prima guerra mondiale.

## Biografia
Generale di brigata e membro del Consiglio di Guardia della Regina, è stato educato al Corpus Christi College, presso l'Università di Cambridge, dove si laurea nel 1975. 
Docente di studi militari presso la Reale accademia militare di Sandhurst, diventa ordinario di storia della guerra presso l'Università di Oxford, e di storia moderna presso l'Università di Glasgow, dal 1992 al 2000.
Dal 2004 è Direttore dell'"Oxford Programme on the Changing Character of War"  ed ha pubblicato una serie di importanti articoli e libri sulla strategia, nati dal progetto stesso.

## Opere
- British Military Uniforms, 1768-1796, Arms and Armour, 1975
- History of the Cambridge University Officers Training Corps, 1976, ISBN 0-85936-059-8
- European Armies and the Conduct of War, London, 1983, ISBN 0-415-07863-6
- Wellington's Legacy: The Reform of the British Army 1830-54, Manchester, 1984, ISBN 0-7190-0994-4
- From Waterloo to Balaclava: Tactics, Technology and the British Army, Cambridge, 1985, ISBN 0-521-30439-3
- The Politics of the British Army, Oxford, 1997, ISBN 0-19-820670-4
- The Oxford Illustrated History of the First World War, ed. Oxford, 1998, ISBN 0-19-820614-3
- The First World War: Volume 1: To Arms, Oxford, 2001, ISBN 0-19-926191-1
- The First World War: A New Illustrated History, Simon & Schuster, 2003)
  -  La prima guerra mondiale. Una storia illustrata, Collezione Le Scie, Milano, Mondadori, 2005, ISBN 978-88-04-59282-2.
- The First World War, Viking Press, 2004, ISBN 0-670-03295-6
- The First World War in Africa, Oxford, 2004
- 'German Strategy in the First World War' in Internationale Beziehungen im 19. und 20. Jahrhundert, pagine 127-144.
- Clausewitz's On War: a Biography, Atlantic Monthly Press, 2007, ISBN 0-87113-956-1
  -  Clausewitz. Della guerra. Una biografia, Collana I libri che hanno cambiato il mondo, Roma, Newton & Compton, 2007.
- The Lost Meaning of Strategy, pubblicato nel libro Survival Summary - Vol 47, No 3 - Autumn 2005.